# Língua tanema
Tanema (Tetawo, Tetau) é uma língua oceânica quase língua extinta, com somente 4 falantes registrados em 2008, da ilha de Vanikoro , vila Emua, na província mais oriental das Ilhas Salomão. Seus falantes são velhos pescadores e agricultores e falam também Pijin e Teanu.